# Ministère de la Culture de la RDA
Le ministère de la Culture de la République démocratique allemande (RDA) (Ministerium für Kultur der DDR) était le ministère chargé de la culture au sein du gouvernement de la RDA. Il est créé en 1954 et dissous à la réunification de la RDA avec la République fédérale d'Allemagne (RFA), en 1990.
Ces fonctions ont été plus ou moins reprises à partir de 1998 dans l'Allemagne réunifiée avec le poste de délégué du gouvernement fédéral pour la Culture et les Médias (qui n'est pourtant pas une fonction ministérielle, la culture étant davantage une compétence des Länders).

## Liste des ministres
| # | Image | Nom                    | Début du mandat | Fin du mandat   | Parti   |
| - | ----- | ---------------------- | --------------- | --------------- | ------- |
| 1 |       | Johannes Robert Becher | 3 février 1954  | 11 octobre 1958 | SED     |
| 2 |       | Alexander Abusch       | 1958            | 1961            | SED     |
| 3 |       | Hans Bentzien          | 1961            | 12 janvier 1966 | SED     |
| 4 |       | Klaus Gysi             | 1966            | 31 janvier 1973 | SED     |
| 5 |       | Hans-Joachim Hoffmann  | 1973            | 1989            | SED     |
| 6 |       | Dietmar Keller         | 1989            | 1990            | SED     |
| 7 |       | Herbert Schirmer       | avril 1990      | octobre 1990    | CDU-Est |

## Dans la fiction
- Dans La Vie des autres (2006), le ministre de la Culture de la RDA Bruno Hempf, joué par Thomas Thieme (de).